# Banks (ca sĩ)
Jillian Banks (sinh ngày 15 tháng 6 năm 1988, thường được biết tới với cái tên BANKS), là một ca sĩ tự viết nhạc từ Los Angeles, California. Cô thường phát hành nhạc qua các hãng Harvest Records, Good Years Recordings, IAMSOUND Records và Universal Music Group.
Banks đã từng đi trình diễn quốc tế với ban nhạc The Weeknd và cũng đã được đề nghị cho giải thưởng Sound of 2014 của đài BBC và  MTV Brand New Nominee vào năm 2014.

## Thời niên thiếu
Banks bắt đầu viết nhạc vào lúc 15. Cô tự học dương cầm, khi được một Keyboard từ một người bạn mà muốn giúp đỡ cô trong thời gian cha mẹ ly dị. Banks nói là, đã cảm thấy rất cô đơn và bơ vơ, không biết diễn tả tâm trạng, tình cảm của mình hay không biết nói chuyện với ai đây."